# إمينيم رسوم بيانات موسيقية
أصدر مغني الراب الأمريكي إمينيم أحد عشر ألبومًا استوديو وألبومًا تجميعيًا واحدًا والبوم واحدًا. تم إصدار موسيقاه على شركات التسجيلات ويب للترفيه و انترسكوب ريكوردز ، جنبًا إلى جنب مع الشركات التابعة افترماث للتسليه وتسجيلاته الخاصة شيدي ريكوردز . إيمينيم هو فنان الهيب هوب الأكثر مبيعًا على الإطلاق  والفنان الأكثر مبيعًا في العقد الأول من القرن الحادي والعشرين  حيث تجاوزت مبيعات الألبومات الأمريكية 32.2 مليون خلال العقد.  وصلت مبيعاته من ألبوماته ومبيعاته الفردية في جميع أنحاء العالم إلى أكثر من 220 مليون،  مما يجعله أحد أفضل فناني الموسيقى مبيعًا في جميع أنحاء العالم. في وطنه، حصل على 50 شهادة ألبوم بلاتينية و 10 ألبومات رقم واحد. [A]

## ألبومات الاستوديو
| عنوان                        | الاصدار        | شركة التسجيل                            | صيغة                                                 |
| ---------------------------- | -------------- | --------------------------------------- | ---------------------------------------------------- |
| الانهائي                     | 12 نوفمبر 1996 | شيدي ريكوردز                            | قرص مضغوط موسيقى، شريط سمعي                          |
| ذا سليم شيدي إل بي           | 23 فبراير 1999 | أفترماث ، إنترسكوب ، ويب                | قرص مضغوط ، قرص موسيقى اسود ، شريط سمعي ، تحميل رقمي |
| ذا مارشال ماذرز إل بي        | 23 مايو 2000   | شيدي ريكوردز ، أفترماث ، إنترسكوب ، ويب | قرص مضغوط ، قرص موسيقى اسود، شريط سمعي ، تحميل رقمي  |
| ذا إمينم شو                  | 26 مايو 2002   | شيدي ريكوردز ، أفترماث ، إنترسكوب ، ويب | قرص مضغوط ، قرص موسيقى اسود، شريط سمعي ، تحميل رقمي  |
| إنكور                        | 12 نوفمبر 2004 | شيدي ريكوردز ، أفترماث ، إنترسكوب ، ويب | قرص مضغوط ، قرص موسيقى اسود، شريط سمعي ، تحميل رقمي  |
| ريلابس                       | 15 مايو 2009   | شيدي ريكوردز ، أفترماث ، إنترسكوب ، ويب | قرص مضغوط ، قرص موسيقى اسود، شريط سمعي ، تحميل رقمي  |
| ريكوفري                      | 18 يونيو 2010  | شيدي ريكوردز ، أفترماث ، إنترسكوب ، ويب | قرص مضغوط ، قرص موسيقى اسود، شريط سمعي ، تحميل رقمي  |
| ذا مارشال ماذرز إل بي الثاني | 5 نوفمبر 2013  | شيدي ريكوردز ، أفترماث ، إنترسكوب ، ويب | قرص مضغوط ، قرص موسيقى اسود، شريط سمعي ، تحميل رقمي  |
| إحياء                        | 15 ديسمبر 2017 | شيدي ريكوردز ، أفترماث ، إنترسكوب ، ويب | قرص مضغوط ، قرص موسيقى اسود، شريط سمعي ، تحميل رقمي  |
| كاميكازي                     | 31 أغسطس 2018  | شيدي ريكوردز ، أفترماث ، إنترسكوب ، ويب | قرص مضغوط ، قرص موسيقى اسود، شريط سمعي ، تحميل رقمي  |
| موسيقى لكي تكون معذب         | 17 يناير 2020  | شيدي ريكوردز ، أفترماث ، إنترسكوب ، ويب | قرص مضغوط ، قرص موسيقى اسود، شريط سمعي ، تحميل رقمي  |